# Bemm River
Bemm River är ett vattendrag i Australien. Det ligger i delstaten Victoria, omkring 350 kilometer öster om delstatshuvudstaden Melbourne.